# SAB-100-75
SAB-100-75 (ros. САБ-100-75) – radziecka bomba oświetlająca wagomiaru 100 kg. Wewnątrz korpusu mieści ładunek oświetlający o masie 50 kg.